# Augusztus 25.
Augusztus 25. az év 237. (szökőévben 238.) napja a Gergely-naptár szerint. Az évből még 128 nap van hátra.
Névnapok: Lajos, Patrícia + Délibáb, Elemér, Elmira, József, Marinetta, Tamás, Tomázia, Tomazina

## Események
- 450 – Trónra lép Marcianus keletrómai császár
- 1609 – Galileo Galilei bemutatta első távcsövét a velencei törvényhozóknak.
- 1690 – A keresztényszigeti országgyűlésen az erdélyi három nemzet (magyarok, székelyek, szászok) képviselői  Thököly Imrét Erdély fejedelmévé választják.
- 1825 – Kikiáltják Uruguay függetlenségét.
- 1830 – Népfelkelés Brüsszelben. Kikiáltják Belgium függetlenségét.
- 1912 – Kínában megalakul a Nemzeti Párt (Kuomintang).
- 1938 – Megjelenik Hegedűs Gyula és Pethő Sándor által alapított Magyar Nemzet című napilap első száma.
- 1944 – Leclerc tábornok csapatai felszabadítják Párizst. A Von Choltitz tábornok parancsnoksága alatt álló  német helyőrség megadja magát.
- 1981 – Az amerikai Voyager–2 űrszonda legnagyobb közelségekor fényképezi a Szaturnusz felhőrendszerét.
- 1991 – A fiatal finn egyetemista Linus Benedict Torvalds elküldi levelét az egyik MINIX levelezési listára, mellyel a Linux kernel a nagy nyilvánosság elé kerül.
- 2000 – Eltűnik Ivan Stambolić – egykori szerb elnök –, akinek holttestét 2003 márciusában találják meg. A politikus elrablását és kivégzését Rade Markovićnak, a miloševići titkosszolgálat egykori teljhatalmú főnökének parancsára hajtja végre az akkori állambiztonsági kommandó, a vörössapkás osztag öt tagja.
- 2003 – Pályára áll az amerikai Spitzer csillagászati műhold.
- 2006 – Tűz üt ki a szentpétervári Szentháromság székesegyházban. A Vaszilij Sztaszov által tervezett 19. századi műemlék épület kupolája beomlik.
- 2007 – A budai Várban – a Sándor-palota előtt – tettek esküt a frissen megalakuló Magyar Gárda tagjai.

### Egyéb események
- 2011 - Csávolyon 39,2 fokot mértek, ami az év legmagasabb hőmérsékleti értéke volt.[1]

## Sportesemények
Formula–1
- 1985 –  holland nagydíj, Zandvoort - Győztes: Niki Lauda  (McLaren TAG Porsche Turbo)
- 1991 –  belga nagydíj, Spa-Francochamps - Győztes: Ayrton Senna  (McLaren Honda)
- 1996 –  belga nagydíj, Spa-Francochamps - Győztes: Michael Schumacher  (Ferrari)
- 2013 –  belga nagydíj, Spa-Francochamps - Győztes: Sebastian Vettel  (Red Bull-Renault)

## Születések
- 1629 – Gyöngyösi István költő, alispán, országgyűlési követ († 1704)
- 1734 – Mitterpacher Lajos egyetemi tanár, mezőgazdász, jezsuita szerzetes († 1814)
- 1744 – Johann Gottfried Herder német költő, műfordító, teológus, filozófus († 1803)
- 1764 – Kovács János pedagógus, mecénás, az MTA tagja († 1834)
- 1769 – Lederer Ignác császári és királyi tábornagy († 1849)
- 1778 – Vitkovics Mihály költő, műfordító († 1829)
- 1793 – Aulich Lajos honvéd tábornok, hadügyminiszter, aradi vértanú († 1849)
- 1821 – Ludwig Pfau német költő, író, újságíró, forradalmár († 1894)
- 1845 – II. Lajos bajor király († 1886)
- 1851 – Charles Wiener osztrák-francia földrajzi felfedező, nyelvész, leírásai nyomán fedezték fel Machu Picchut († 1913)
- 1857 – Ivanóczy Ferenc író, szlovén politikai vezető, Muraszombat esperese († 1913)
- 1862 – Bauer Gyula zsidó származású magyar katona, császári és királyi ezredes, az első világháború egyik kiemelkedő harctéri parancsnoka, akit a Horthy-rendszerben előléptettek vezérőrnagynak († 1940)
- 1880 – Robert Stolz osztrák zeneszerző, dalszerző, karmester († 1975)
- 1898 – Helmut Hasse német matematikus († 1979)
- 1903 – Élő Árpád sakkozó, fizikus, sportvezető, az Élő-pontszámok rendszerének kidolgozója († 1992)
- 1912 – Erich Honecker német kommunista politikus, az NSZEP központi bizottságának főtitkára, az NDK államtanácsának elnöke († 1994)

- 1916 – Van Johnson amerikai színész († 2008)

| – Frederick Chapman Robbins Nobel-díjas amerikai mikrobiológus, gyermekgyógyász, a járványos gyermekbénulást okozó vírus kutatója († 2003) |

- 1917 – Mel Ferrer amerikai színész, rendező, producer († 2008)
- 1918 – Leonard Bernstein amerikai zeneszerző, karmester († 1990)
- 1922 – Ádám György orvos, fiziológus, egyetemi tanár, az MTA rendes tagja († 2013)
- 1924 – Körmöczy Zsuzsa magyar teniszező († 2006)
- 1925 – Giacomo Rossi Stuart, olasz színész († 1994)
- 1925 – Sós György magyar író, dramaturg, orvos († 1993)
- 1927 – Csorba András erdélyi magyar színész, főiskolai tanár, színházigazgató („Az aranyember”) († 1987)
- 1930 – Sir Thomas Sean Connery Oscar-díjas skót színész († 2020)
- 1933 – Gaál István Kossuth-díjas magyar filmrendező († 2007)
- 1935 – Lőrincz Lajos közigazgatás-tudós, közjogász, az MTA rendes tagja († 2010)
- 1938 – Frederick Forsyth brit író, újságíró  („A sakál napja”, „Odessa dosszié”)
- 1940 – Konrád Sándor magyar vízilabdázó
- 1940 – Vári Éva Kossuth- és Jászai Mari-díjas magyar színésznő, érdemes és kiváló művész, a Pécsi Nemzeti Színház és Halhatatlanok Társulatának örökös tagja
- 1940 – Benkó Sándor Kossuth- és Liszt Ferenc-díjas magyar klarinétos, a Benkó Dixieland Band alapítója és zenei vezetője († 2015)
- 1946 – Domonkos Zsuzsa magyar színésznő, operetténekes.
- 1949 – Gene Simmons, a Kiss magyar-zsidó származású basszusgitárosa
- 1951 – Rob Halford, angol énekes, a Judas Priest frontembere
- 1952 – Geoff Downes angol billentyűs, dalszerző, producer. Leginkább az Asia és a The Buggles billentyűseként ismert, de 1980-ban a Yes tagja is volt
- 1958 – Tim Burton amerikai író, rendező, producer
- 1959 – Vágvölgyi B. András magyar író, újságíró, filmrendező, filmesztéta, politikai és kulturális kommentátor
- 1961 – Billy Ray Cyrus amerikai színész, country énekes
- 1963 – Miro Cerar, szlovén miniszterelnök
- 1965 – Földes Tamás magyar színész
- 1967 – Jon Husted, amerikai politikus, szenátor
- 1970 – Claudia Schiffer német fotómodell
- 1976 – Alexander Skarsgård Golden Globe-díjas svéd színész
- 1977 – Jonathan Togo amerikai színész
- 1981 – Rachel Bilson amerikai színésznő
- 1987 – Amy Macdonald skót származású énekesnő
- 1987 – Kováts Dóra magyar színésznő
- 1987 – Renny Quow trinidadi atléta
- 1987 – Blake Lively amerikai színésznő
- 1987 – Decker Attila világbajnok magyar válogatott vízilabdázó
- 1989 – Zentai Márk német származású magyar énekes
- 2004 – Csang Tien-ji kínai rövidpályás gyorskorcsolyázó, ifjúsági olimpikon

## Halálozások
- 79 – Idősebb Plinius, római író, polihisztor (* 23 vagy 24)
- 383 – Gratianus római császár (* 359)
- 1270 – IX. (Szent) Lajos francia király[2] (* 1214 vagy 1215)
- 1541 – Wilhelm von Roggendorf osztrák császári generális (* 1481)
- 1688 – Sir Henry Morgan német születésű, angol királyi menleveles kalózkapitány („privateer”) (* 1635 körül)
- 1693 – Johann Christoph Bach német zenész, Johann Sebastian Bach nagybátyja (* 1645)
- 1776 – David Hume skót filozófus és történész (* 1711)
- 1822 – William Herschel, az Uránusz bolygó felfedezője,  megfigyelőcsillagász (* 1738)
- 1867 – Michael Faraday angol fizikus és kémikus, az elektrotechnika nagy alakja, aki magát természetfilozófusnak tartotta (* 1791)
- 1882 – Friedrich Reinhold Kreutzwald észt költő, író, folklorista, az észt nemzeti eposz, a Kalevipoeg összeállítója, az MTA tagja (* 1803)
- 1900 – Friedrich Nietzsche német klasszika-filológus, költő, filozófus (* 1844)
- 1908 – Henri Becquerel Nobel-díjas francia fizikus (* 1852)
- 1925 – Franz Conrad von Hötzendorf gróf, osztrák tábornagy, az I. világháború idején az Osztrák–Magyar Monarchia vezérkari főnöke (* 1852)
- 1940 – Pethő Sándor újságíró, a Magyar Nemzet alapítója (* 1885)
- 1942 – Habsburg–Toscanai József Ferdinánd főherceg osztrák katona, a katonai repülés úttörője (* 1872)
- 1973 – Lotz János magyar származású amerikai nyelvtudós (* 1913)
- 1977 – Kós Károly erdélyi magyar műépítész, író, politikus (* 1883)
- 1984 – Viktor Csukarin, szovjet tornász (* 1921)
- 1989 – Roman Palester lengyel zeneszerző (* 1907)
- 1990 – David Hampshire brit autóversenyző (* 1917)
- 1990 – Hegedűs Erzsébet Jászai Mari-díjas magyar színésznő (* 1923)
- 1995 – Subrahmanyan Chandrasekhar indiai származású amerikai fizikus, asztrofizikus, matematikus, Nobel-díjas (* 1910)
- 2001 – Ken Tyrrell brit autóversenyző, a Tyrrell Formula–1-es csapat alapítója (* 1924)
- 2001 – Aaliyah többszörös Grammy-díjra jelölt amerikai énekesnő, producer, táncosnő, színésznő és modell (* 1979)
- 2007 – Raymond Barre francia kormányfő (* 1924)
- 2007 – Gyurkó László magyar író, újságíró (* 1930)
- 2009 – Lipp László (László atya) római katolikus pap, Budapest–Gazdagrét szervező lelkésze (* 1948)
- 2009 – Edward Kennedy amerikai politikus, szenátor, a Demokrata Párt egyik vezetője (* 1932)
- 2012 – Neil Armstrong amerikai űrhajós, az első ember a Holdon (* 1930)
- 2015 – Fejes Endre Kossuth-díjas magyar író (* 1923)
- 2018 – John McCain amerikai politikus, szenátor, elnökjelölt (* 1936)

## Nemzeti ünnepek, emléknapok, világnapok
- Szent Lajos emléknapja
- Kalazanci Szent József, a piarista rend alapítója emléknapja
- a függetlenség napja Uruguayban (1825)
- a függetlenség napja Ukrajnában (1992)